# Billie Jean King
Billie Jean King (Long Beach, Califórnia, 22 de novembro de 1943), Billie Jean Moffitt quando solteira, é uma ex-tenista norte-americana, considerada uma das melhores tenistas e atletas femininas de todos os tempos. Ela foi consagrada nos anos 70.
Ela terminou a carreira com 129 títulos de simples, sendo 12 de grand slams em simples. Em duplas, conquistou 16 grand slams em duplas femininas e 11 em duplas mistas.
King tem sido uma advogada sem papas na língua contra sexismo nos esportes e na sociedade.
A partida de tênis que a deixou mais famosa foi a Batalha dos Sexos, em 1973, na qual ela venceu Bobby Riggs, um ex-campeão em Wimbledon que foi um dos melhores tenistas nas décadas de 1930 e 1940.
Antes de se tornar tenista Billie era uma boa jogadora de baseball. Uma de suas maiores marcas era que ela jogava de óculos.
O complexo onde é disputado o US Open, em homenagem à tenista, foi nomeado "USTA Billie Jean King National Tennis Center".
Billie Jean King é membro do International Tennis Hall of Fame desde 1987.
Em 2009, foi condecorada pelo presidente americano Barack Obama com a mais alta honraria que um civil pode receber nos Estados Unidos: a Medalha da Liberdade.

## Vida pessoal
Billie Jean King nasceu Billie Jean Moffitt. Ela nasceu em uma família metodista conservadora, filha de um pai bombeiro e uma mãe dona-de-casa.  Seu irmão mais novo, Randy Moffitt, tornou-se um jogador profissional de beisebol por 12 anos nas principais ligas pelo San Francisco Giants, Houston Astros e Toronto Blue Jays.
King frequentou a Long Beach Polytechnic High School e mais tarde a Universidade do Estado da Califórnia em Los Angeles (CSULA), porque seus pais não podiam pagar cursos em Stanford ou UCLA. Mesmo na CSULA, King teve que trabalhar em dois empregos para manter-se.
Ela casou-se com Lawrence King em Long Beach, Califórnia, em 17 de setembro de 1965. Em 1971, ela fez um aborto, que foi anunciado ao público pelo seu marido em um artigo na Ms. Magazine em 1972, sem consultá-la previamente. King disse em sua autobiografia de 1982 que ela decidiu abortar porque acreditava que seu casamento não era sólido o suficiente àquela época para trazer uma criança ao mundo. O casal divorciou-se em 1987.
Por volta de 1968, King percebeu seu interesse por mulheres e em 1971 começou um relacionamento íntimo com sua secretária, Marilyn Barnett. King admitiu o relacionamento quando o caso se tornou público por meio de um processo judicial em maio de 1981, tornando-se a primeira atleta profissional feminina de destaque a admitir que era homossexual. King disse que queria encerrar sua carreira de tenista profissional em 1981, mas não poderia dar-se ao luxo por causa da ação judicial. "Dentro de 24 horas [do processo ter sido iniciado] eu perdi minhas garantias. Eu perdi tudo. Eu perdi dois milhões de dólares pelo menos, porque eu tinha contratos de longo prazo. Eu tinha que jogar apenas para pagar os advogados. Em 3 meses, eu gastei 500 mil dólares. Eu estava chocada. Eu não tinha ganho dois milhões e dólares na minha vida inteira, assim isso representava praticamente tudo o que eu tinha ganho. King disse em 1998 que Martina Navratilova não a apoiou quando revelou sua orientação sexual, resultando em cinco anos de relacionamento muito ruim. Falando sobre o caso judicial em 2007, 26 anos depois que ele iniciara, King disse que foi muito duro para mim porque havia sido revelada minha orientação sexual e eu pensei que você tinha que fazer isso no seu próprio tempo. 50% dos gays sabem que eles o são aos 13 anos, eu estava nos outros 50%. Eu nunca teria me casado com Larry se eu soubesse. Eu nunca teria feito isso com ele. Eu estava totalmente apaixonada por Larry quando eu tinha 21 anos. A respeito do custo pessoal de lidar com sua sexualidade por tantos anos, King disse:
"Eu queria dizer a verdade, mas meus pais eram homofóbicos e eu não podia me abrir. Além disso, eu tinha pessoas que diziam-me que se eu falasse sobre isso, poderia ser o fim do circuito feminino. Eu não poderia ter mais motivos para esconder minha orientação sexual. Eu tinha uma família homofóbica, um circuito que morreria se eu me expusesse, o mundo é homofóbico e, sim, eu era homofóbica. Se você falar com gays, bissexuais, lésbicas e transgêneros, você encontrará muita homofobia por causa da maneira como eles cresceram. Um dos meus grandes objetivos era sempre ser honesta com meus pais e eu não pude ser por muito tempo. Eu tentei abordar o assunto mas não pude. Minha mãe dizia: 'Nós não falamos sobre coisas como essas' e eu era facilmente contida porque eu mesma era relutante. Eu acabei com uma desordem alimentar que veio da tentativa de me entorpecer em relação aos meus sentimentos. Eu precisava me render muito mais cedo que eu fiz. Aos 51 anos, eu finalmente fui capaz de falar sobre isso adequadamente com meus pais e não mais tive que medir minhas palavras com eles. Aquilo foi um momento decisivo para mim e significou que eu não tive mais arrependimentos."
Em 1999, King foi eleita para ocupar o cargo de Board of Directors da Philip Morris Incorported, gerando algumas críticas dos grupos antitabagistas. Ela não mais ocupou aquela posição. King apareceu como juíza em Law & Order, um dos seus programas de televisão favoritos, em 27 de abril de 2007.
King atualmente reside em Nova York e Chicago com sua companheira Ilana Kloss.

## Início da carreira
King aprendeu a jogar tênis nas quadras públicas de Long Beach, Califórnia. Ela era uma voleadora agressiva, tinha potentes golpes e excelente velocidade. Chris Evert, entretanto, dizia que "sua fraqueza era sua impaciência."
A respeito de suas motivações na vida e no tênis, King disse: "Toda vez que você está satisfeita com mediocridade, toda vez que você dá incentivo aos seres humanos, você estoura. Eu sou uma perfeccionista muito mais do que uma supercompetidora, e há uma grande diferença aí. Eu tenho sido retratada como uma pessoa que apenas compete… Mas mais do que tudo, eu comecei batendo uma bola corretamente… Qualquer mulher que queira conseguir algo deve ser agressiva e violenta, mas a imprensa nunca nos vê como multidimensionais. Eles não vêem as emoções, os desânimos…" Em uma entrevista em 1984, logo após ela completar 40 anos, King disse: "Algumas vezes quando eu estou assistindo alguém como Martina Navratilova, eu lembro como foi bom ser a número um. Acredite em mim, é o melhor período de sua vida. Não deixe ninguém dizer o contrário a você. Mas quando eu penso sobre os esforços físicos e emocionais que são precisos para ser a número um, e eu percebo que não há nada mais. Eu sei disso e está ok. É parte do processo. Meu único arrependimento é que eu tive que fazer coisas demais fora da quadra. No íntimo, eu tenho curiosidade sobre o quão boa eu realmente poderia ter sido se eu tivesse me concentrado apenas no tênis".
Julie Heldman, que frequentemente jogou com King mas nunca foi próxima a ela, disse sobre a personalidade de King: "Uma das razões que eu nunca me aproximei de Billie Jean é que eu nunca senti força suficiente para sobreviver contra aquela sua devastadora personalidade. As pessoas comentavam sobre sua perspicácia. Deixe-me dizer a você, Billie Jean é a pessoa mais perspicaz, a mais esperta que você poderá ver. Ela foi a que foi capaz de canalizar tudo para vencer, para ser a mais completa jogadora de tênis." Kristen Kemmer Shaw, outra frequente adversária de King, disse, "Por um tempo, eu pensei que eu era tão próxima de Billie Jean como mais ninguém. Mas tão logo eu atingisse o ponto onde eu pudesse lê-la muito bem, ela tentava dissociar a relação. Ela não quer arriscar parecer fraca na frente de ninguém. Ela me disse uma vez que se eu quisesse ser a melhor, eu nunca deveria deixar ninguém, ninguém saber o que realmente eu sentia. Você vê, ela me disse, eles não podem atingir você se eles não a conhecem." King disse uma vez: "Vitória é fugaz. Perder é para sempre."
Sobre as qualidades de uma tenista campeã, King disse,
"A diferença entre mim no meu ápice e nos últimos anos da minha carreira é que quando eu era campeã eu tinha confiança nos fundamentos. Quando eu decidia, sob pressão … que eu tinha que usar meu mais fraco golpe – forehand abaixo da linha – eu estava firme de que eu poderia pôr a bola lá … quando era importante a maioria. Ainda mais que isso, indo para uma partida, eu sabia que era meu mais fraco golpe e eu sabia que um lugar apertado minha oponente estava indo desafiar-me a usá-lo, e eu sabia que eu poderia usá-lo aquelas duas ou três ou quatro vezes em uma partida quando eu absolutamente precisasse disso… O clichê é dizer que… campeões jogam melhor os grandes pontos. Sim, mas isso é somente a metade da questão. Os campeões jogam suas fraquezas melhor…"
Em 19 de maio de 1975, um artigo da Sports Illustrated sobre King, Frank Deford notou que ela havia se tornado alguma coisa de um sex symbol e disse: "Billie Jean gargalha quando a questão de ser um símbolo sexual é levantada. 'Histérico! Histérico! Eu, com essas pernas curtas e pequenas!' Mas ela é prática suficiente para perceber que um rapaz que compra um ticket para ver as meninas compra um tíquet da mesma forma que um outro, que compra um ticket para ver os forehands das meninas…"

## Primeiros anos de competição

### 1959
Em 1959, então com 15 anos, disputou seu primeiro grand slam no US Open, perdendo para Justina Bricka na primeira rodada (4-6, 7-5, 6-4), depois de ter perdido um match point. Nos torneios restantes, não passou das quartas-de-final.
Alice Marble, vencedora de 19 títulos de grand slam entre 1936 e 1940, começou a treiná-la nos fins-de-semana durante 1959, dizendo: "Clyde Walker deu a Billie todas as ferramentas que ela precisa para ser uma vencedora. Agora tudo que ela precisa é confiança e tempo." King, no entanto, acredita que Maureen Connolly Brinker quase destruiu definitivamente sua confiança como jogadora quando erroneamente pensou que o tipo de psicologia reversa que a motivou a ser a número 1 do mundo também funcionaria com King. Enquanto a jovem de 15 anos estava praticando na equipe júnior da Wightman Cup, Connolly Brinker levou-a para jantar e disse, "Olhe, eu apenas quero que você saiba: você nunca chegará lá. Logo, não se incomode." Cerca de dez anos mais tarde, King aprendeu a verdade. Enquanto assistia o treino da equipe, Connolly Briker perguntou a um assistente técnico da equipe quem tinha mais futuro. Quando o técnico respondeu com Tory Fretz, Connolly Brinker gargalhou, apontando para King, e disse: "Oh não, a única com alguma chance real entre todas é aquela".

### 1960

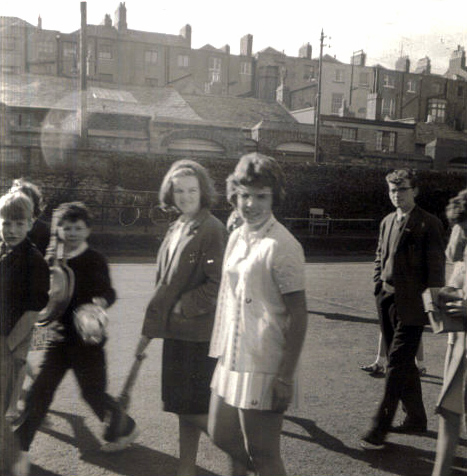
Billy Jean King em 1960, quando venceu seu primeiro título internacional.

Em 1960, King venceu seu primeiro título adulto em torneio sobre a grama, na Pensilvânia. No US Open, foi derrotada na terceira rodada pela sétima cabeça-de-chave.

### 1961
King ganhou reconhecimento internacional em 1961, com dezessete anos, ao vencer, em sua primeira tentativa, o torneio de duplas femininas em Wimbledon, ao lado de Karen Hantze Susman. Mesmo não sendo cabeças-de-chave, venceram as principais favoritas, Renee Schuurman Haygaarth e Sandra Reynolds Price nas quartas-de-final e a dupla cabeça-de-chave número três, Margaret Smith Court e Jan Lehane O’Neill na final. Em simples, King perdeu na segunda rodada, após ter sido contemplada com um bye na rodada inicial (dispensada de jogar). No US Open, perdeu na segunda rodada para a quarta pré-classificada, Christiane Truman Janes.

### 1962
Na segunda rodada de Wimbledon, que era também apenas a segunda partida de sua carreira no torneio, derrotou a então número um do mundo e principal favorita ao título, Margareth Smith Court, depois de estar perdendo o terceiro set por 5-2. Essa foi a primeira vez na história do torneio que a principal favorita perde em seu primeiro jogo. King acabou perdendo nas quartas-de-final para a quinta pré-classificada, Ann Haydon Jones. Um mês mais tarde, perdeu duas vezes para Margareth Smith Court. No US Open, machucou-se e abandonou seu jogo de primeira rodada.

### 1963
Em 1963, venceu seu primeiro título na Califórnia. Em Wimbledon, chegou pela primeira vez à final, perdendo para a principal favorita, Margaret Smith Court. No US Open, foi a terceira cabeça-de-chave, mas foi derrotada na quarta rodada.

### 1964
Em 1964 venceu quatro torneios menores, mas perdeu novamente para Margaret Smith Court nas semifinais de Wimbledon. Perdeu novamente para Court na final da Federation Cup. No US Open, perdeu nas quartas-de-final. Mais para o final do ano, King  decidiu dedicar-se em tempo integral ao tênis. Ela disse:
"Eu estava no meu terceiro ano na Los Angeles State College… Eu ainda tinha meu sonho de ser a número um do tênis, mas eu tinha que vencer um título de grand slam. Eu finalmente percebi que eu nunca saberia se eu seria capaz a menos que eu me dedicasse em tempo integral a jogar. Eu era capaz de fazer o compromisso quando Robert Mitchell, o mesmo empresário que tinha ajudado Margaret Smith [Court], ofereceu pagar minha ida à Austrália assim que eu poderia treinar com o grande técnico Mervyn Rose. Eu disse a meus amigos que eu estava indo para a Austrália para tornar-me a melhor jogadora do mundo. Foi um reconhecimento amedrontado, mas ajudou a me guiar. Merv Rose era exatamente o que eu precisava. Ele fez alterações radicais no meu jogo (…) obtendo eficientes golpes de uma campeã."

### 1965
No início de 1965, novamente perdeu para Margaret Smith Court na final da Fed Cup. Duas semanas mais tarde, no Australian Open, perdeu novamente para Court nas semifinais (6-1, 8-6). Em Wimbledon, King perdeu nas seminfinais pelo terceiro ano consecutivo, dessa vez para Maria Bueno (6-4, 5-7, 6-3). Seu último torneio no ano foi o US Open, depois de vencer Jones nas quartas-de-final e Bueno nas semifinais, perdeu novamente para Court na final, mesmo estando vencendo por 5-3 em ambos os sets e ter perdido dois set points no segundo set. King disse que perder quando estava tão próxima da vitória foi devastador, mas a partida provou que ela era boa o suficiente para ser a melhor do mundo. Estou indo para vencer Wimbledon no próximo ano." Venceu seis torneios durante o ano. Ao final, pela primeira vez em 81 anos, a convenção anual da United States Lawn Tennis Association passou por cima da recomendação de seu comitê de ranking quanto a conceder a King o título isolado de número um do país, votando em Nancy Richey Gunter e King para dividir o posto.

## Prêmios e honrarias
- 1999 - Arthur Ashe Courage Award

### Condecorações
- 2009 - Medalha da Liberdade.
- 2018 - Mulher do Ano no Australian Open